# 博比·布萊特
博比·布萊特（英語：Bobby Bright；1952年7月27日—）是美國的一位政治人物。博比·布萊特在2009年至2011年擔任用來表明亞拉巴馬州第2選區的美國眾議院議員。他的黨籍是民主黨。他曾經擔任蒙哥馬利市長。